# Fredrik Reinfeldt
John Fredrik Reinfeldt (* 4. srpna 1965, Österhaninge, Švédsko) je politik, v letech 2006–2014 předseda vlády Švédského království a předseda liberálně konzervativní strany Umírnění (švédsky: Moderata samlingspartiet; neoficiální moderní název strany zní Noví umírnění, de nya Moderaterna). Od července do 1. prosince 2009, kdy vstoupila v platnost Lisabonská smlouva, zastával v rámci švédského předsednictví funkci předsedy Rady Evropské unie.

## Osobní život
Vystudoval ekonomii a v roce 1991 byl zvolen poslancem do švédského zákonodárného shromáždění Riksdagu. V roce 2002 se stal předsedou poslaneckého klubu strany a o rok později 25. října 2003 byl jednomyslně zvolen předsedou celé strany, když nahradil Bo Lundgrena.
V parlamentních volbách 2006 kandidovala strana sice samostatně, ale s dalšími třemi pravicově profilovanými subjekty měla společný program pod názvem Aliance pro Švédsko. Umírnění posílili o 11 % a pravice ovládla parlament. Reinfeldt se stal 6. října 32. premiérem, poměrem hlasů 172:165, a sestavil novou koaliční vládu, v níž Umírnění obsadili polovinu křesel.
V polovině února 2023 zvítězil ve výběrovém řízení vypsaném na obsazení funkce předsedy Švédského fotbalového svazu (Svenska Fotbollförbundet). Formálně byl do funkce zvolen 25. března 2023.